# خوزه ایگناسیو ورت
خوزه ایگناسیو ورت (انگلیسی: José Ignacio Wert؛ زادهٔ ۱۸ فوریهٔ ۱۹۵۰) یک سیاست‌مدار اهل اسپانیا است.